# Tommy Stroot
Tommy Stroot (Nordhorn, 24 dicembre 1988) è un allenatore di calcio tedesco, tecnico del Wolfsburg femminile.
In carriera ha allenato squadre femminili fin dal livello giovanile, iniziando in patria, trasferendosi nell'estate 2017 sulla panchina del Twente, club con il quale conquista due campionati olandesi prima di tornare in patria alla guida delle Wolves.

## Palmarès

### Club
- Campionato olandese: 2

Twente: 2018-2019, 2020-2021
- Campionato tedesco: 1

Wolfsburg: 2021-2022